# Брауншвейгская колбаса

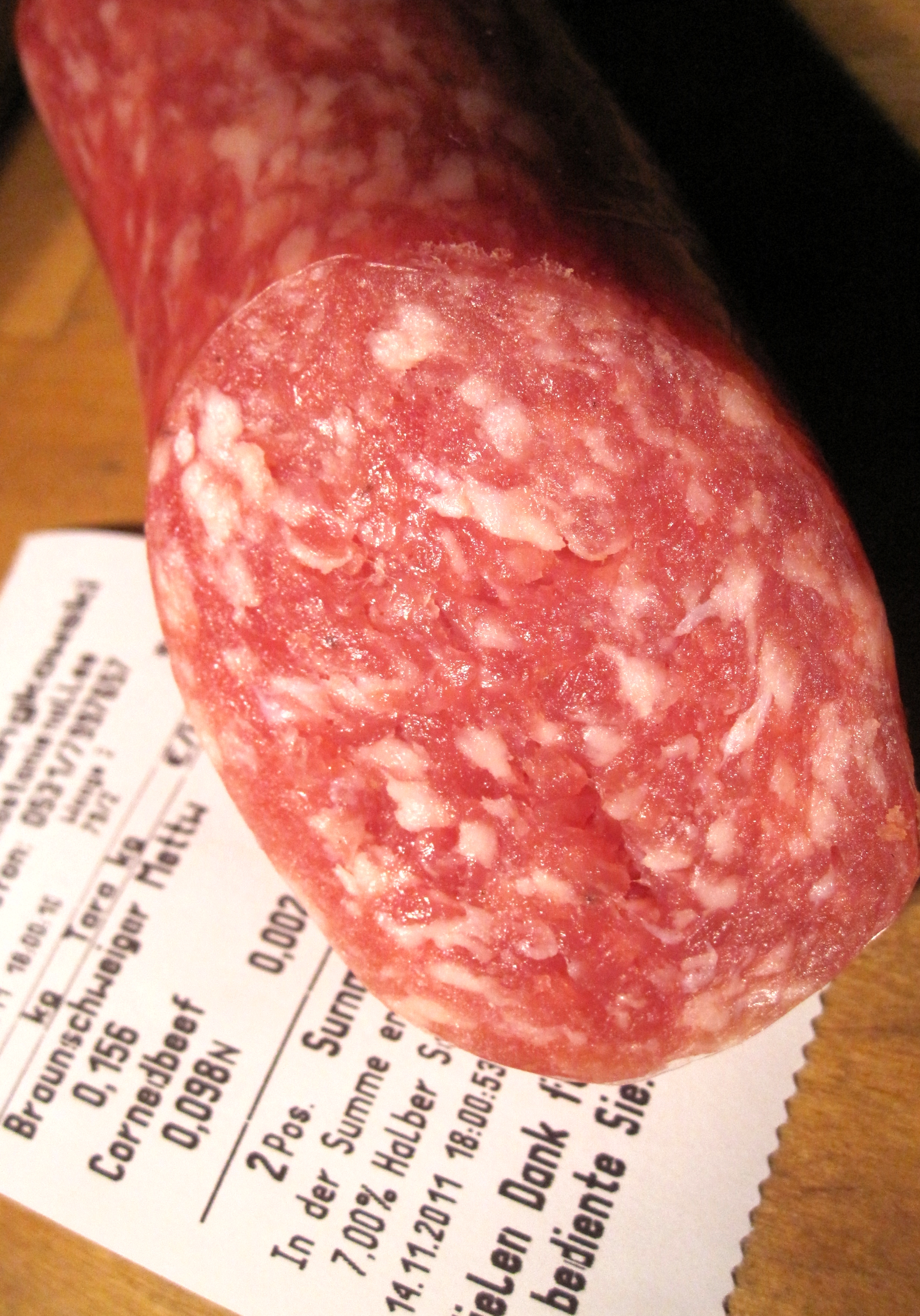
Брауншвейгская колбаса в Германии

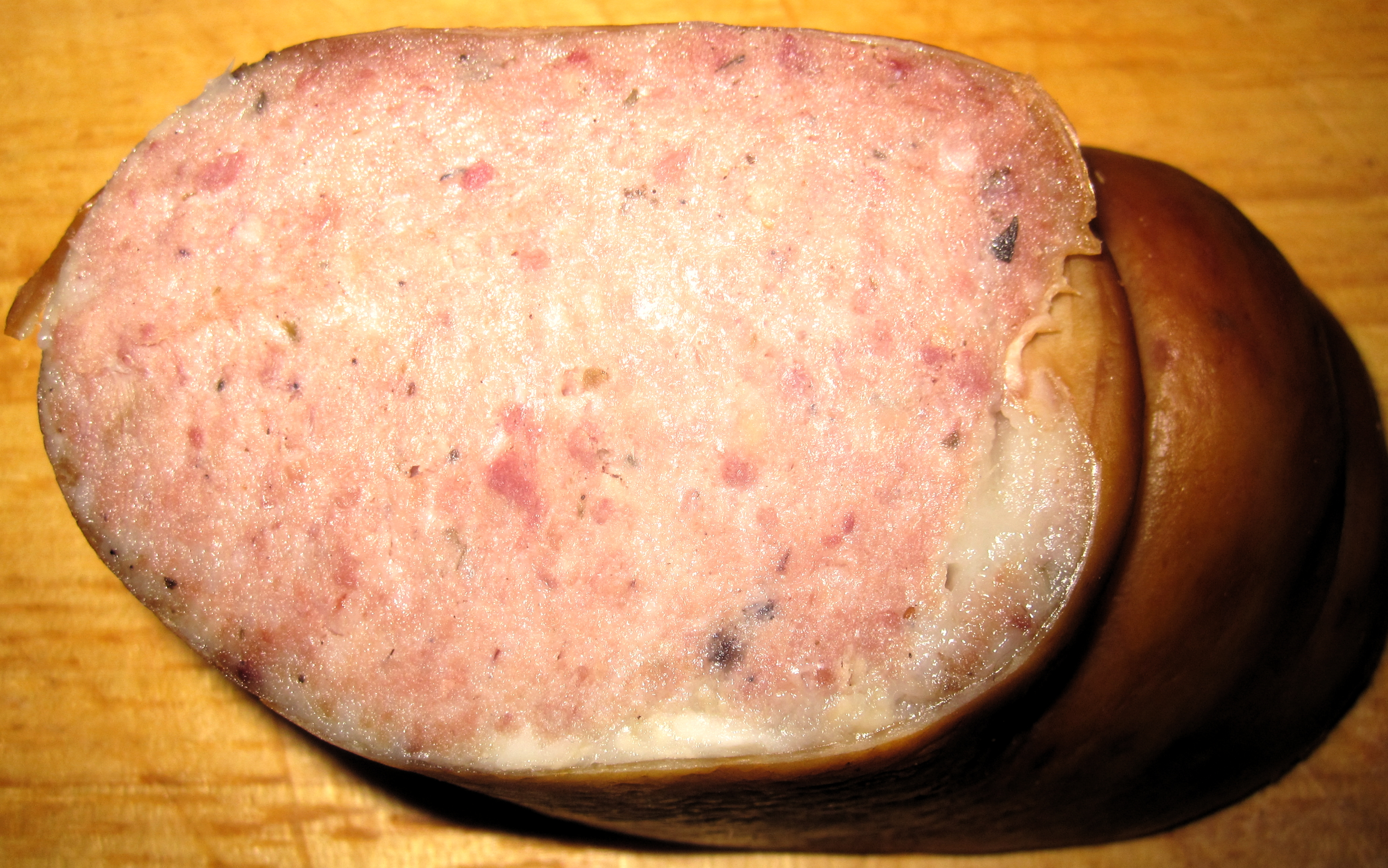
Брауншвейгский «домашний» лебервурст

Адам:

А пока

Отведайте брауншвейгской колбасы,

Стаканчик данцигской…

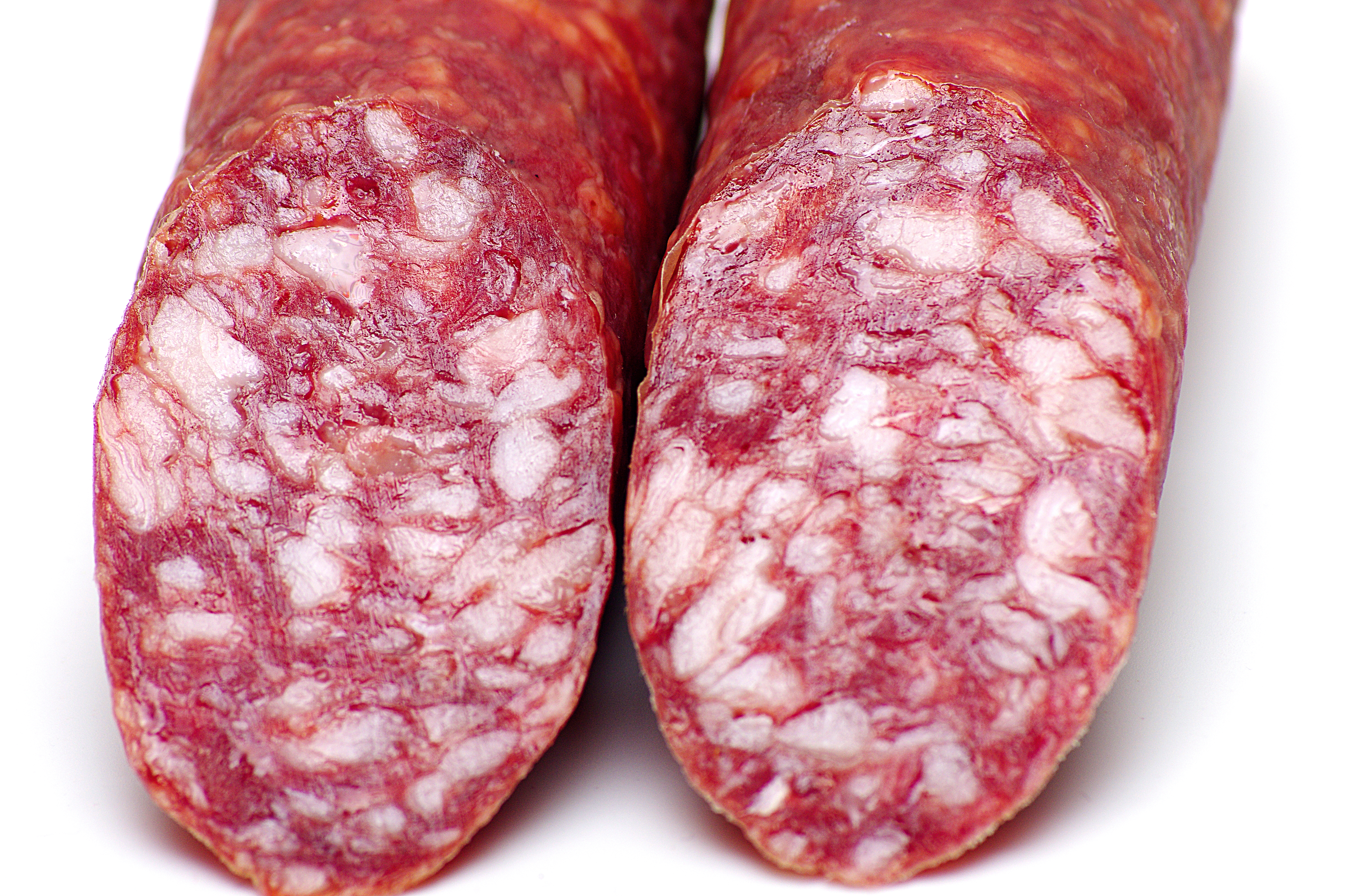
Сырокопчёная «Брауншвейгская» в России

Брауншвейгская колбаса (нем. Braunschweiger Wurst) — название нескольких разных сортов колбасы по немецкому городу Брауншвейгу в Нижней Саксонии. Название не было запатентовано, поэтому в разных странах под брауншвейгской колбасой подразумевают совершенно разные продукты. В пищевом законодательстве самой Германии под брауншвейгской колбасой подразумевается сырокопчёная колбаса мажущейся консистенции меттвурст или теевурст из крупно рубленной свинины.
По легенде, брауншвейгский меттвурст был изобретён подмастерьем колбасника, влюблённым в дочь хозяина. Колбасник пообещал, что разрешит подмастерью жениться на дочери, если тот сумеет приготовить колбасу лучше той, что привёз с собой итальянский коммивояжёр. А если у него не получится, то колбасник отдаст дочь замуж за итальянца. Подмастерье старался изо всех сил и работал всю ночь, но ни один из предложенных им утром вариантов не убедил колбасника. Его дочь в отчаянии собрала все батоны колбасы, вынула из них фарш, прокрутила его ещё раз, добавила ещё специй, заново набила батоны фаршем и поставила их коптиться на ночь. Утром она предложила попробовать отцу новую колбасу, сделанную якобы подмастерьем, и результат превзошёл все ожидания. Колбасник незамедлительно дал счастливому, но ничего не понимавшему подмастерью согласие на свадьбу с дочерью, а невеста потом шепнула секрет на ушко будущему мужу. Брауншвейгская колбаса упоминается в арии из оперы 1718 года «Генрих Птицелов», созданной Георгом Каспаром Шюрманом и Иоганном Ульрихом фон Кёнигом и восхваляющей брауншвейгское пиво «Мумме». В 1865 году в Берлине были опубликованы два еврейских шванка с иллюстрациями Теодора Хоземана, один из которых назывался «Брауншвейгская колбаса, или Дурные примеры портят добрые нравы».
Промышленное производство колбас в Брауншвейге началось в 1830-е годы и достигло расцвета к 1860—1870-м годам, когда под названием «брауншвейгская колбаса» производили помимо меттвурста и теевурста сервелат и лебервурст. Благодаря усовершенствованию методов консервирования мягкий лебервурст в консервных банках добрался из Брауншвейга до США, и за океаном под «брауншвейгской колбасой» понимают именно тонкоизмельчённую печёночную колбасу мажущейся консистенции. В Австрии брауншвейгская колбаса относится к варёным колбасам из смешанного говяжьего и свиного фарша с крупными мясными включениями, похожая на немецкую охотничью колбасу.
В России брауншвейгская колбаса появилась в исходном немецком виде сырокопчёной колбасы мажущейся консистенции. В книге В. Реттига, управляющего колбасной фабрикой Г. Франке в Митаве, изданной в 1909 году в Риге, сообщается, что брауншвейгская сервелатная колбаса «мягка, нежного вкуса и большей частью, особенно зимой, мажется на хлеб». Брауншвейгскую колбасу делали из смеси свиного и воловьего мяса с добавлением твёрдого и мягкого сала, которое измельчали, пока «оно не станет величиною в горошину».
В СССР брауншвейгская колбаса высшего сорта уже представляла собой сухую сырокопчёную колбасу из смеси говяжьего и свиного мяса с вложениями свежесолёного белого твёрдого хребтового шпига высшего качества (плотной консистенции, от свиней хлебного откорма). Мясо измельчалось в мясорубке с решёткой 2 мм, сало крошили кубиками в 4 мм. Из приправ использовались чёрный перец и кардамон. Фарш набивали в говяжьи круги, батоны длиной 15—50 см и диаметром 40—55 мм перевязывали тонким шпагатом через каждые 5 см. После осадки и копчения колбасные батоны подвергали сушке при температуре 12—15 °C в течение 25—35 суток.
В 2013 году в журнале «Всё о мясе» сотрудники ВНУ ГНИИМП им. В. М. Горбатова Россельхозакадемии задались вопросом о возможности российской сырокопчёной брауншвейгской колбасы стать марочным продуктом на уровне бородинского хлеба и вологодского масла, ссылаясь именно на отсутствие регистрации брауншвейгской колбасы как географического наименования по месту происхождения. По мнению авторов, предпосылок для того, чтобы признать брауншвейгскую колбасу мясным продуктом, созданным на русской земле, и соответственно российским марочным продуктом, немало. В сознании российского потребителя брауншвейгская колбаса является деликатесным продуктом, вкусовые качества которого при безупречном изготовлении высоко оцениваются не только россиянами, но и зарубежными специалистами. Основным отличием в технологии производства российской брауншвейгской колбасы является её длительная осадка в холодных условиях, обеспечивающая формирование её твёрдой консистенции.